# Acalyptris lesbia
Acalyptris lesbia là một loài bướm đêm thuộc họ Nepticulidae. Nó là loài duy nhất được tìm thấy ở Skala Kallonis on Lesbos ở Hy Lạp.
Sải cánh dài 4-4.8 mm.
Ấu trùng ăn Limonium gmelinii. Chúng ăn lá nơi chúng làm tổ. 